# Vittorio Alfieri
«Вітторіо Альф'єрі» (італ. Vittorio Alfieri) — військовий корабель, ескадрений міноносець типу «Альфредо Оріані» Королівських ВМС Італії за часів Другої світової війни.

## Історія створення
«Вітторіо Альф'єрі» був закладений у квітні 1936 року на верфі компанії Odero-Terni-Orlando в Ліворно. Спущений на воду 20 грудня 1936 року, 1 грудня 1937 року увійшов до складу Королівських ВМС Італії.
Свою назву отримав на честь італійського письменника Вітторіо Альф'єрі.

## Історія служби
Після вступу у стрій «Вітторіо Альф'єрі» супроводжував королівську яхту «Савойя» у Лівію (травень 1938 року), брав участь у висадці десанту в Дураццо (квітень 1939 року). У червні 1939 року брав участь в поході 1-ї дивізії крейсерів в Іспанію.

### Друга світова війна
Після вступу Італії у Другу світову війну «Вітторіо Альф'єрі» разом з однотипними «Альфредо Оріані», «Віченцо Джоберті» та «Джозуе Кардуччі» був включений до складу IX ескадри есмінців.
12 червня 1940 року IX ескадра есмінців, разом з 1-ю дивізією (важкі крейсери «Зара», «Фіуме», «Горіція»), 9-ю дивізією (легкі крейсери «Дука дельї Абруцці» та «Джузеппе Гарібальді» ) та XVI ескадрою есмінців («Антоніотто Узодімаре», «Емануеле Пессаньо», «Ніколозо да Рекко») брав участь у патрулюванні в Іонічному морі.
2 липня есмінець був у складі ескорту, що супроводжував конвой транспортів у Лівію та назад.
9 липня «Вітторіо Альф'єрі» брав участь в боюй біля Калабрії, в якому есмінці IX ескадри першими розпочали атаку ворожих кораблів, випустивши торпеди, але не досягнувши влучань. Згодом IX ескадра вступила у перестрілку з ворожими есмінцями, під час якої «Вітторіо Альф'єрі» отримав незначні пошкодження.
30 липня — 1 серпня був у складі «Вітторіо Альф'єрі» ескорту, що супроводжував конвой 10 транспортів у Лівію та назад.
27 листопада есмінець брав участь в бою біля мису Спартівенто і одним з перших помітив ворожий лінкор та 3 крейсери.
У грудні разом з «Джозуе Кардуччі» та «Віченцо Джоберті» здійснював обстріли албанського та грецького узбережжя, надаючи підтримку діям армії.
6 січня 1941 року есмінці «Вітторіо Альф'єрі», «Джозуе Кардуччі» «Віченцо Джоберті», «Фульміне» та XIV ескадра міноносців здійснювали обстріл грецьких військ в Албанії.

### Загибель
28 березня 1941 року «Вітторіо Альф'єрі» брав участь в битві біля мису Матапан. Есмінці IX ескадри потрапили під щільний вогонь ворога.
«Вітторіо Альф'єрі», який йшов головним, о 22:30 був накритий залпом головного калібру лінкора Барем, потім вогнем британських есмінців «Грейхаунд», «Гавок» та австралійського «Стюарт». Есмінець отримав значні пошкодження та втратив хід. Але він зумів випустити 3 торпеди, проте безрезультатно.
О 23:15 корабель перекинувся та затонув. Загинуло 211 членів екіпажу. Лише 39 офіцерів та матросів лишилося в живих.
Капітан корабля Сальваторе Тоскано та старший механік інженер-капітан Джорджо Модуньо посмертно були нагороджені золотою медаль «За військову доблесть».